# اداره کل امنیت داخلی
اداره کل امنیت داخلی (فرانسوی: Direction générale de la sécurité intérieure‎) یکی از سازمان‌های اطلاعاتی فرانسه است که زیر نظر وزارت کشور فرانسه قرار دارد. ماموریت‌های این سازمان شامل ضداطلاعات، مبارزه با تروریسم، مقابله با جرایم سایبری و نظارت بر گروه‌ها، سازمان‌ها و پدیده‌های اجتماعی که تهدیدهای بالقوه به شمار می‌آیند است.
این اداره توسط نیکلاس لرنر اداره می‌شود. این ادراه کل به‌طور غیررسمی به عنوان "RG" شناخته می‌شود، نام مستعاری که قبلاً برای اداره مرکزی اطلاعات کل استفاده می‌شد که این اداره در آن ادغام شد.
اداره کل امنیت داخلی، وظایف زیر را انجام می‌دهد: توقف و جلوگیری از هر گونه اقدام یا مداخله از سوی نهادهای خارجی، مبارزه با اعمال تروریستی یا اقداماتی که امنیت و پایداری حکومت را تهدید یا تمامیت قلمروی کشور فرانسه را تضعیف می‌کند، نظارت بر افراد و گروه‌های افراطی که ممکن است به خشونت روی آورند و امنیت ملی را تهدید کنندو مبارزه با سازمان‌های جنایتکار بین‌المللی که ممکن است بر امنیت ملی تأثیر بگذارد. به گفته الکساندر اولش، این اداره تنها سازمان اطلاعاتی در جمهوری فرانسه است که با نهادهای قضایی مستقیماً همکاری می‌کند.